# Мачихино (деревня)
Мачихино — деревня в Троицком административном округе Москвы (до 1 июля 2012 года была в составе Наро-Фоминского района Московской области). Входит в состав поселения Киевский.
Название, предположительно, произошло от некалендарного личного имени Мачеха.

## Население
| 2002 | 2010 |
| ---- | ---- |
| 5    | ↘1   |

По данным на 2005 год, в деревне не было постоянного населения.

## Расположение
Деревня находится примерно в 30 км к юго-западу от центра города Троицка, входящего в состав Москвы. В 2 км на север от деревни расположена платформа Мачихино Большого кольца МЖД, к ней ведёт пешеходная дорога через лес и поле, находящаяся в аварийном состоянии (полуразбитые бетонные плиты и грунт). Деревня окружена лесами. Недалеко от неё берёт начало река Кременка.
Деревня Мачихино не является эксклавом поселения Киевский Троицкого административного округа города Москвы, но административно подчинена ему. Она расположена в 3 км к югу от границы города и находится на территории Наро-Фоминского городского округа Московской области.
На территории деревни находится автобусная остановка «c/т „Росинка“», работает маршрут автобуса Наро-Фоминского ПАТП № 24 (ст. Нара — Зинаевка), у которого 5 пар рейсов летом имеют конечной данную остановку вместо Зинаевки. Маршрут не был перенумерован в московскую нумерацию, как остальные, проходящие по территории Новой Москвы, так как деревня на территории Москвы не находится.

## Галерея
| - Вид на СНТ издалека с севера - Вид на СНТ «Родники» вблизи с севера - Ворота СНТ «Родники» к дороге к ж.д.платформе - Автодорога внутри СНТ «Родники» - Тропинка от ж.д. платформы |